# Rosita Quintana
Rosita Quintana (geboren am 16. Juli 1925 als Trinidad Rosa Quintana Muñoz in Buenos Aires, Argentinien; gestorben am 23. August 2021 in Mexiko-Stadt, Mexiko) war eine argentinische Schauspielerin. In ihrer langen Schauspielkarriere trat sie in 69 Filmen auf und war Sängerin der traditionellen Rancheras, Huapangos und Boleros. Sie ist bekannt für ihre Interpretation des Liedes Vámonos al parque, Céfira, das in Lateinamerika ein Verkaufsschlager war. 1955 gewann Quintana den  Premio Wurlitzer. 2016 wurde sie mit dem Ariel de Oro, dem höchsten mexikanischen Filmpreis, ausgezeichnet.

## Leben

### Privates
Rosita Quintana wurde als Tochter von Arturo Quintana und María Antonia Muñoz im Stadtteil Saavedra von Buenos Aires geboren. In den 1940er Jahren hatte sie eine romantische Beziehung mit José Canet. Verheiratet war sie mit Sergio Kogan (mit dem sie zwei Kinder hatte), Julio Chapira und Jorge D'Arnell.

### Filmkarriere
Bereits in ihrer Schulzeit trat sie im Schultheater auf. Ihre Großmutter Carmen Alonso, die ebenfalls Musikerin war, entdeckte ihr Gesangstalent. Am Ende der Grundschulzeit schrieben ihre Eltern Quintana in dem Konservatorium der Brüder Emilio und José De Caro ein, wo sie Gesang und Schauspiel lernte. Ab dem 15. Lebensjahr begann sie ihre Musikkarriere. Ihren ersten Auftritt hatte sie gemeinsam mit einem Sextett im historischen Café Nacional in der Calle Corrientes. Ab 1948 war sie in Mexiko als Schauspielerin aktiv und trat in 19 Filmen auf. Der bekannteste war Susanna – Tochter des Lasters von Luis Buñuel (1950). In den frühen 60er kehrte sie nach Argentinien zurück.
Ihren letzten Filmauftritt hatte Quintana 2005 im Film Club Eutanasia. Danach zog sie sich aus der Öffentlichkeit zurück.

### Tod
Am 27. Juli 2021 wurde ihr ein Tumor in der Schilddrüse entfernt. Sie verstarb am 23. August 2021 an den Folgen dieser Operation.

## Filmografie
- 1948: Ahí vienen los Mendoza
- 1948: Mi madre adorada
- 1948: ¡Ay, Palillo, no te rajes!
- 1948: La última noche
- 1948: Dueña y señora
- 1948: La santa del barrio
- 1949: Calabacitas tiernas
- 1949: Opio
- 1949: Soy charro de Levita
- 1949: El ángel caído
- 1949: No me defiendas compadre
- 1949: Novia a la medida
- 1949: El charro y la dama
- 1949: Una canción a la vírgen
- 1950: Tú, solo tú
- 1950: Dos gallos de pelea
- 1950: Mala hembra
- 1950: Yo quiero ser tonta
- 1950: Mi querido capitán
- 1951: Susanna – Tochter des Lasters (Susana, carne y demonio)
- 1951: Menores de edad
- 1952: La ausente
- 1952: Sor Alegría
- 1953: Mujeres que trabajan
- 1954: El valor de vivir
- 1954: La duda
- 1954: El mil amores
- 1955: ...Y mañana serán mujeres
- 1955: A los cuatro vientos
- 1955: Tres melodías de amor
- 1956: Serenata en México
- 1956: ¡Qué seas feliz!
- 1957: ¡Cielito lindo!
- 1957: Buongiorno primo amore!
- 1958: Cuando México canta
- 1958: Ama a tu prójimo
- 1959: El zarco
- 1959: Me gustan valentones!
- 1959: Mi niño, mi caballo y yo
- 1959: El hambre nuestra de cada día
- 1959: Siempre estaré contigo
- 1960: Calibre 44
- 1960: Yo no me caso compadre
- 1961: Brave Pigeon
- 1961: Amorcito corazón
- 1961: Tres balas perdidas
- 1961: ¿Donde estás, corazón?
- 1961: Escuela de valientes
- 1964: El demonio en la sangre
- 1964: El burócrata González
- 1964: El octavo infierno
- 1976: El compadre más padre
- 1983: Allá en el rancho de las flores
- 1984: Viva el chubasco
- 1985: Coqueta
- 1985: El hombre de la mandolina
- 1985: La intrusa (TV-Serie, 234 Folgen)
- 1989: Hasta que la muerte nos separe
- 1990: A gozar, a gozar, que el mundo se va acabar
- 1991: Atrapada (TV-Serie, 3 Folgen)
- 1995: La dueña (TV-Serie, 78 Folgen)
- 1996: Mujer, casos de la vida real (TV-Serie, 1 Folge)
- 1997: El secreto de Alejandra (TV-Serie, 3 Folgen)
- 1998: Rencor apasionado (TV-Serie, 1 Folge)
- 2000–2001: Abrázame muy fuerte (TV-Serie, 1 Folge)
- 2002: Así son ellas (TV-Serie, 61 Folgen)
- 2005: Peregrina (TV-Serie, 4 Folgen)
- 2005: Club Eutanasia

## Auszeichnungen
- 1955 Premio Wurlitzer, als beste Ranchera-Sängerin
- 1964 Perla del Cantábrico (Festival Internacional de Cine de San Sebastián), als beste Schauspielerin für El Octavo Infierno (1964)
- 2016 Ariel de Oro, für ihr Lebenswerk[9]